# أوليفر هوارد
أوليفر هوارد (بالإنجليزية: Oliver Otis Howard)‏ (و. 1830 – 1909 م) هو ضابط، ومؤرخ، وكاتب سير، من الولايات المتحدة الأمريكية، ولد في مين، كان عضوًا في الحزب الجمهوري، ويحمل رتبة عسكرية major general، توفي في بورلينغتون، عن عمر يناهز 79 عاماً.

## التعليم
تعلم في كلية بودوين، والأكاديمية العسكرية الأمريكية.

## الخدمة العسكرية
خدم في جيش الاتحاد، والقوات البرية للولايات المتحدة.

## جوائز
حصل على جوائز منها:
- ميدالية الشرف
- وسام جوقة الشرف من رتبة فارس.

## روابط خارجية
- أوليفر هوارد على موقع الموسوعة البريطانية (الإنجليزية)
- أوليفر هوارد على موقع إن إن دي بي (الإنجليزية)